# Nekmese (Amarasi Selatan)
Nekmese is een bestuurslaag in het regentschap Kupang van de provincie Oost-Nusa Tenggara, Indonesië. Nekmese telt 2057 inwoners (volkstelling 2010).